# Servizio civile universale

Servizio Civile Universale (spesso abbreviato in SCU) è l'attuale denominazione del servizio civile nazionale italiano (prima noto semplicemente come Servizio Civile Nazionale o SCN), assunta dal 2017, per sottolinearne l'apertura a tutti i giovani, italiani e non.
Consiste nella scelta volontaria di dedicare fino a un anno della propria vita al servizio di difesa, non armata e non violenta, della Patria, all’educazione, alla pace tra i popoli e alla promozione dei valori fondativi della Repubblica italiana, attraverso azioni per le comunità e per il territorio.
Il Dipartimento della Gioventù (oggi Dipartimento per le Politiche Giovanili e il Servizio Civile Universale), istituito presso la Presidenza del Consiglio dei ministri, nel 2012 assorbe le funzioni dell'ex Ufficio nazionale per il servizio civile e, da allora, pubblica ogni anno un bando, strutturato su migliaia di progetti, gestiti in collaborazione con diversi enti, sia pubblici che privati.
Annualmente sono pubblicati inoltre specifici bandi nazionali per Servizio Civile Digitale, Ambientale e Agricolo e regionali per progetti di servizio civile, istituito da leggi regionali.

## Storia

### La legge Marcora: l'obiezione di coscienza e il servizio civile
Il servizio civile venne introdotto nell'ordinamento italiano con la legge 15 dicembre 1972, n. 772 di cui fu relatore il senatore Giovanni Marcora, come alternativa al servizio militare di leva in Italia riservata a coloro che si dichiaravano obiettori di coscienza (così infatti erano chiamati coloro che rifiutavano di svolgere il servizio di leva per motivi personali, umanitari o religiosi). La scelta inizialmente era valutata da una giuria di psicologi militari, che avevano il compito di valutare le reali motivazioni del giovane al rifiuto del servizio militare, e la durata del servizio civile sostitutivo era maggiore di quella del servizio militare: l'articolo 5 comma 1 prevedeva che l'obiettore dovesse svolgere otto mesi di servizio in più rispetto al periodo che avrebbe trascorso nell'arma militare di appartenenza.
L'atteggiamento particolarmente severo della commissione incaricata di valutare le domande di obiezione, che inizialmente pareva determinata a trovare nel comportamento e nelle dichiarazioni dei giovani un qualsiasi elemento che potesse metterne in dubbio l'autenticità della volontà di rifiutare l'uso delle armi e della violenza per motivi umanitari o religiosi, ha spinto dapprima alcuni membri non militari della commissione (professori universitari) a rassegnare le dimissioni dalla commissione stessa, e poi alcuni ragazzi, che si erano visti negare lo status di obiettori, a ricorrere ai tribunali, alla scopo di vedersi riconosciuto tale diritto. I tribunali hanno accolto le domande affermando l'arbitrarietà delle scelte della commissione e creando così di fatto limiti notevoli all'esercizio del potere di respingere le domande di obiezione. La scelta del servizio civile sostitutivo come obiettore di coscienza implicava varie limitazioni, tra cui l'impossibilità di essere titolare di impieghi presso la pubblica amministrazione italiana, di ottenere licenza di porto d'armi e di svolgere qualsiasi lavoro che comportasse l'utilizzo di armi, ad esempio il vigile urbano, la guardia giurata e tutte le professioni legate alle forze armate e forze di polizia italiane, incluso il Corpo nazionale dei vigili del fuoco.

### La giurisprudenza costituzionale negli anni '80
Negli anni ottanta la legge venne sottoposta a questioni di illegittimità innanzi la Corte costituzionale, la quale si è sempre pronunciata negativamente, in base al principio che l'obbligo di difendere la patria non deve essere espletato esclusivamente con una difesa armata, e ne ha dichiarato però incostituzionali alcuni articoli, come ad esempio nella sentenza n. 164 del 1985, che per la prima volta affermò la pari dignità del servizio civile a quello militare, riconoscendo anche al primo la funzione di difesa della patria, anche se perseguita con modalità diverse, e la sentenza n. 470 del 1989, che dichiarò l'illegittimità costituzionale dell'art. 5 comma 1 della legge del 1972 nella parte che stabiliva la durata del servizio civile sostitutivo di quello armato superiore di 8 mesi a quella del servizio militare.
L'abolizione del periodo aggiuntivo di 8 mesi del servizio civile contribuì all'aumento, nel corso degli anni, del numero di obiettori. Ciò fu il frutto di varie proteste da parte di alcuni obiettori, che rifiutarono di svolgere gli 8 mesi aggiuntivi. Costoro, richiamati in caserma dopo il rinnovo del loro rifiuto degli 8 mesi previsti, furono messi sotto processo. Il tribunale rimandò alla Corte costituzionale la questione della costituzionalità dell'art. 5 comma 1.

### Le novità della legge 230/1998: l'Ufficio nazionale per il servizio civile
Negli anni a seguire l'importanza sociale rivestita dall'obiettore di coscienza ha fatto sì che si rendesse sempre più importante una nuova disciplina dell'istituto, al fine di parificare i due servizi in termini di opportunità e di diritti. La prima regolamentazione del servizio civile si ebbe però solo con la legge 8 luglio 1998 n. 230, che oltre a dettare una nuova disciplina in tema di obiezione di coscienza, istituì l'Ufficio nazionale per il servizio civile.
La norma del '98, abrogando la precedente legge n. 772/1972, sancì esplicitamente che i cittadini che prestavano il servizio civile godessero degli stessi diritti di coloro che svolgevano il tradizionale servizio militare, che il suo espletamento desse diritto, nei pubblici concorsi, allo stesso punteggio per i servizi prestati negli impieghi civili presso enti pubblici, parificò la durata del servizio civile a quella del servizio militare, previde la possibilità che il servizio civile potesse essere svolto anche all'estero e addirittura che gli obiettori potessero essere impiegati in missioni umanitarie, anche in quelle che comportavano l'impiego di forze armate. Tale norma istituì inoltre, presso la Presidenza del Consiglio dei ministri, l'Ufficio nazionale per il servizio civile con il compito di organizzare e gestire la chiamata, l'impiego, la formazione e l'addestramento degli obiettori.

### La legge 64/2001: il Dipartimento per le politiche giovanili e il servizio civile universale
Con la legge 6 marzo 2001 n. 64 venne istituito il servizio civile nazionale, qualificandolo non più come alternativo e sostitutivo del servizio di leva obbligatorio. Venne inizialmente avviato in fase sperimentale e riservato esclusivamente alle donne e agli uomini inabili alla leva di età fino ai 26 anni. Il d.lgs 5 aprile 2002, n. 77, che ne regolamentò la disciplina, innalzò anche l'età massima fino ai 28 anni, a partire dal 1º gennaio 2005. Intanto, la sentenza della Corte costituzionale 16 luglio 2004 n. 228 confermò che il dovere costituzionale dei cittadini della difesa della patria può venire svolto in maniera equivalente con modalità diverse e/o estranee alla difesa militare.
La sentenza della Suprema Corte di Cassazione n. 228 del 2004 ribadì quanto in precedenza affermato dalla sentenza del 1985; con DPCM del 18 febbraio 2004 è stato istituito presso la Presidenza del Consiglio dei ministri un "Comitato di consulenza per la difesa civile non armata e nonviolenta" (DCNAN). La legge 23 agosto 2004, n. 226 che determinò la sospensione alle chiamate al servizio militare di leva in Italia, a partire dal 1º gennaio 2005, pose fine di fatto anche al servizio civile obbligatorio, trasformando quindi il servizio civile nazionale come esperienza autonoma e slegata dagli obblighi militari, venendo quindi a essere accessibile anche a tutti i cittadini di sesso maschile che non abbiano prestato il servizio militare. Della gestione e coordinamento a livello nazionale se ne occupa, a partire dal 2012, il Dipartimento per le politiche giovanili e il servizio civile universale.

### Il d.lgs. n. 40/2017 e l'istituzione
Durante il governo Renzi, la legge delega 6 giugno 2016 n. 106 conteneva disposizioni per l'istituzione di un servizio civile universale, la delega venne attuata col dal successivo governo Gentiloni col d.lgs. 6 marzo 2017, n. 40; ulteriori circolari ne hanno chiarito e disciplinano vari aspetti applicativi.

## Caratteristiche
Il servizio consiste nel prestare attività svolgendo incarichi di assistenza o di utilità sociale o di promozione culturale. Esso può essere svolto a livello nazionale o regionale in relazione all'ente pubblico che emana apposito bando. L'ente deve essere però accreditato presso un albo nazionale tenuto dell'Ufficio nazionale per il servizio civile. La circolare della Presidenza del Consiglio dei Ministri - Dipartimento della gioventù e del servizio civile nazionale del 23 settembre 2013 ha stabilito delle norme in tema dell'accreditamento in tema degli enti pubblici.

### Progetti: enti e formazione
Ogni anno il Dipartimento per le Politiche Giovanili pubblica un bando, strutturato su diversi progetti, per decine di migliaia di posizioni disponibili. Ogni progetto è gestito da un ente di riferimento per la formazione generale dei volontari e da un ente attuatore dello stesso, responsabile anche della formazione specifica, inerente allo specifico progetto. Le ore di formazione specifica non devono essere inferiori a 50. La durata complessiva della formazione generale e specifica non può essere inferiore a 80 ore.

### Requisiti
Possono partecipare alla selezione tutti i giovani, senza distinzione di sesso, che alla data di presentazione della domanda siano in possesso dei seguenti requisiti:
- abbiano compiuto il 18º e non raggiunto il 29º anno d'età;[18]
- cittadinanza italiana o residente straniero regolare;
- godano dei diritti civili e politici;
- non siano stati condannati con sentenza anche non definitiva per delitti non colposi commessi mediante violenza contro persone o per delitti riguardanti l'appartenenza a gruppi eversivi o di criminalità organizzata.

Ulteriori requisiti potranno poi essere richiesti, da parte degli enti, connessi all'attuazione dei singoli progetti.

### Cause di esclusione
Non possono presentare domanda di partecipazione:
- gli appartenenti alle forze armate italiane e alle forze di polizia italiane;
- i cittadini condannati con sentenza anche non definitiva per delitti non colposi commessi mediante violenza contro persone o per delitti riguardanti l'appartenenza a gruppi eversivi o di criminalità organizzata;
- i giovani che già prestano o abbiano prestato servizio in qualità di volontari ai sensi della legge 6 marzo 2001, n. 64;
- i giovani che abbiano interrotto il servizio civile prima della scadenza;
- i giovani che abbiano in corso con l'ente che realizza il progetto rapporti di lavoro o di collaborazione retribuita a qualunque titolo, ovvero che abbiano avuto tali rapporti, nell'anno precedente, di durata superiore a 3 mesi;
- i giovani che non hanno compiuto 18 anni o che abbiano superato i 28 anni.

### Intercompatibilità
Sono incompatibili tra loro esperienze di Servizio civile universale, digitale, ambientale. Sono compatibili invece con progetti di Servizio civile regionale, Garanzia Giovani, Corpi Civili di Pace e IVO4All.

## Dati statistici

### Domande e incrementi
Con l'emanazione della legge 230/1998, si ebbe un notevole incremento del numero degli obiettori rispetto agli anni precedenti, fino a registrare nel 2000 il sorpasso di questi ultimi sui militari di leva.
| 1972 | 1975 | 1980 | 1985 | 1990 | 1995 | 2000 |
| ---- | ---- | ---- | ---- | ---- | ---- | ---- |
| 0,2% | 2%   | 3%   | 5%   | 12%  | 24%  | 53%  |

Stando ai dati forniti dalla LOC (Lega Obiettori di Coscienza) nel 1988 le dichiarazioni erano 5697, nel 1989 13.746, 16.000 domande nel 1990 e nel 1993 ci furono 28.000 dichiarazioni, nel 1994 30mila dichiarazioni, nel 1996 si sfiorarono le 50.000 obiezioni di coscienza al servizio militare. Nel 1998 le dichiarazioni di obiezione di coscienza erano 70.000 e nel 1999 si raggiunse la stratosferica cifra di 110.000 domande sancendo il definitivo “sorpasso” dei giovani obiettori sui loro coetanei in divisa.
Nello stesso tempo,  in modo silenzioso ma sistematico,  l'offerta di servizio civile passa da poche decine di associazioni dei primi anni '80, agli oltre 3.500 Comuni abilitati a impiegare obiettori, alle decine di Università, alle oltre 200 Unità Sanitarie Locali, alle 2.000 associazioni locali di Terzo Settore (fine degli anni '90).
Nel 2021, allo scadere del 17 febbraio, termine ultimo per presentare domanda di partecipazione, ci sono state 125.286 candidature per 55.793 posti disponibili.
Del 2022 il bando record per la selezione di 71.550 operatori volontari da impiegare in progetti di Servizio civile universale, cui si aggiungono i primi progetti per la sperimentazione del nuovo Servizio civile digitale e del Servizio civile ambientale. Si registra 1,7 domanda per ogni posizione disponibile.

### Trattamento economico
Attualmente ai volontari è corrisposto un compenso mensile di 507,30 euro a fronte di un orario di servizio pari a 25 ore settimanali (oppure con un monte ore annuo di 1145 ore e con durata complessiva della formazione non inferiore a 80 ore) per progetti, in Italia o all'Estero, della durata dagli 8 ai 12 mesi. Dal 2022 gli assegni di servizio civile non sono più inquadrati tra i compensi assimilati a lavoro dipendente, bensì tra i cosiddetti “redditi diversi” (reddito da volontariato retribuito, da contratto), quindi esenti da ogni imposizione tributaria. In alcuni casi possono essere corrisposti rimborsi spese, vitto e alloggio.
Nel 2005-2006 il compenso mensile offerto ai volontari è stato di 433,80 euro netti mensili, con un obbligo a coprire un minimo di 1200 ore di attività nell'arco dell'anno. Anche nel 2006-2007 il compenso era di 433,80 euro al mese, ma le ore da coprire erano maggiori, con un minimo 1400, sicché la retribuzione oraria è risultata essere di 3,71 euro. Nel 2006-2007, si può parlare quindi di un abbassamento dei fondi stanziati dallo Stato per retribuire i volontari del Servizio. Dal bando 2019 le ore tornano ad essere 1200. Dal bando 2020 le ore diventano 1145 totali nell'arco dell'anno, con un compenso mensile di 439,50 euro netti.
I posti disponibili negli anni sono scesi dai 57.119 nel 2006, ai 35.840 nel 2008, per poi passare a 20.701 nel 2011 e a 20.123 nel 2012 (di cui 4450 all'estero). I fondi stanziati sono diminuiti da 299 milioni nel 2008, a 110 milioni nel 2011, a 68 milioni nel 2012.